# Eupithecia plumbeolata
Eupithecia cây mậnbeolata là một loài bướm đêm thuộc họ Geometridae. Loài này được tìm thấy ở châu Âu.
Sải cánh dài 14–15 mm. The moths gặp ở tháng 5 đến tháng 6 tùy theo địa điểm.
Ấu trùng ăn Melampyrum pratense.

## Hình ảnh

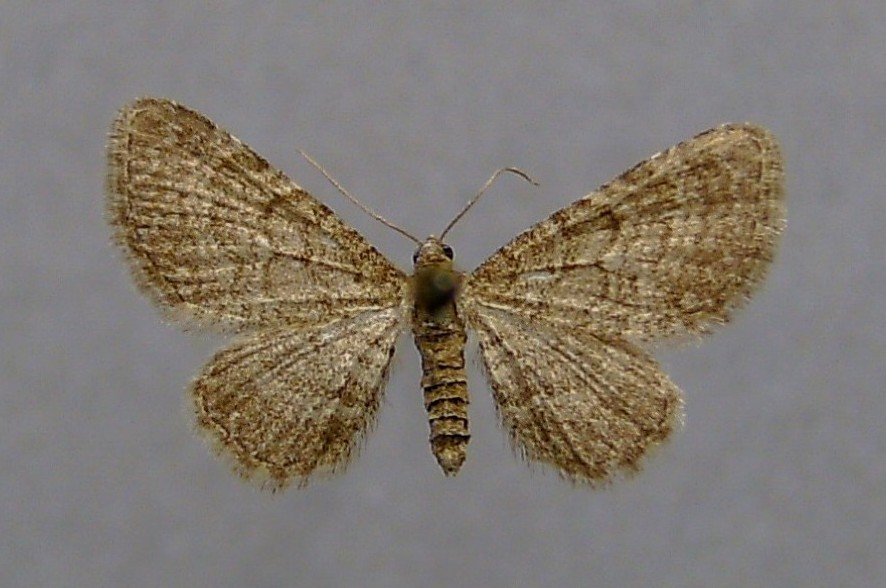
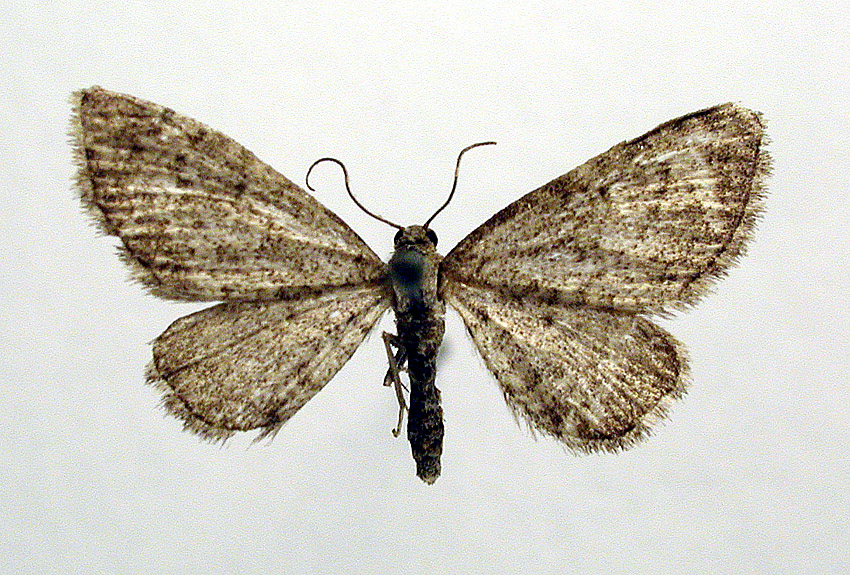
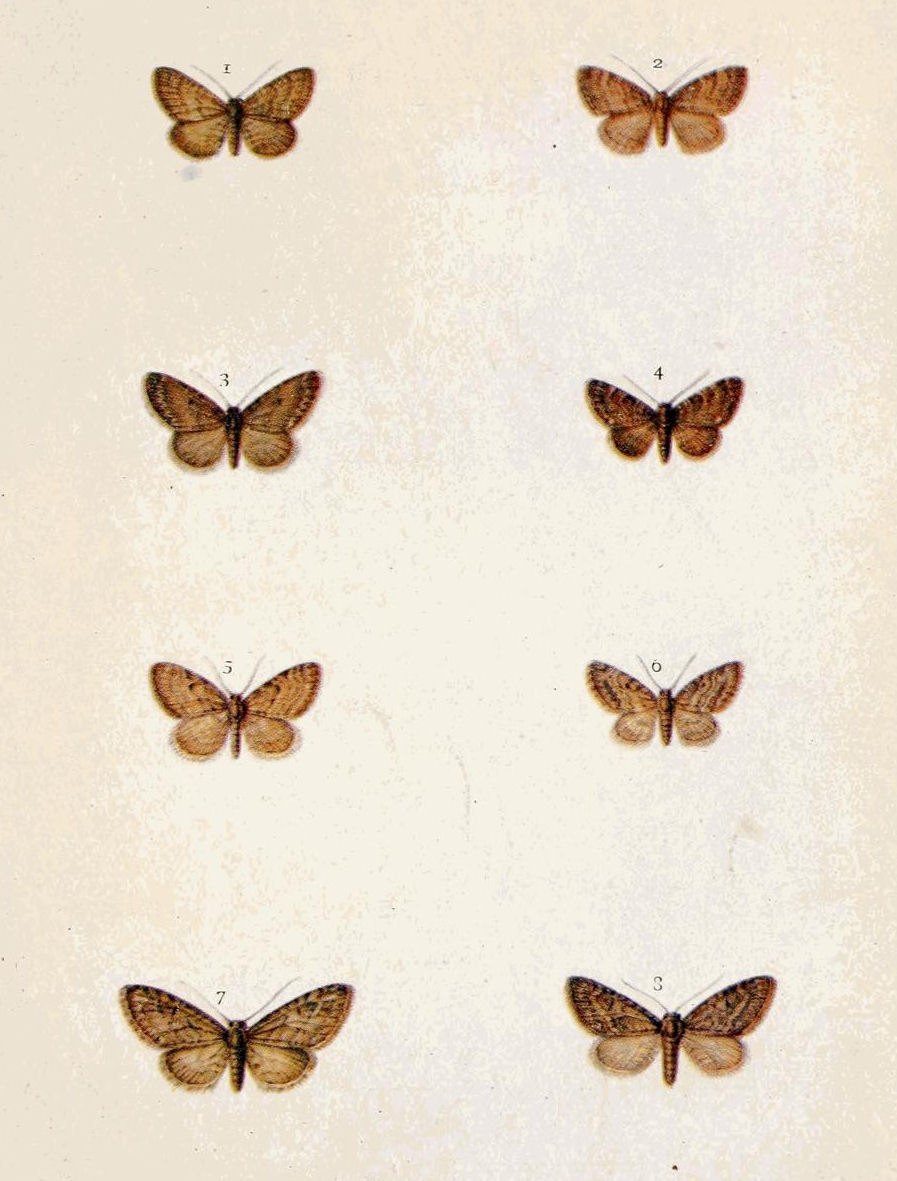

## Phụ loài
There are two regognised subspecies:
- Eupithecia cây mậnbeolata cây mậnbeolata
- Eupithecia cây mậnbeolata lutosaria